# Eugen Burg

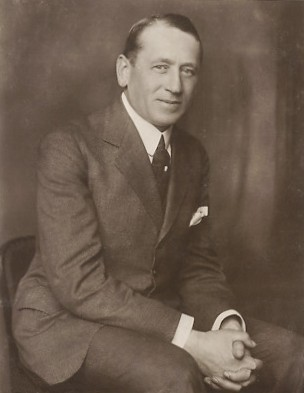
Eugen Burg.

Eugen Burg, född 6 januari 1871 i Berlin, Nordtyska förbundet, död 15 november 1944 i KZ Theresienstadt, var en tysk skådespelare och regissör. Han var lärare till och god vän med skådespelaren Hans Albers. Under Weimarrepublikens existens var han en populär skådespelare och medverkade i ett 90-tal filmer. Eugen Burg hade judiskt påbrå och förbjöds att verka i Tyskland vid NSDAPs maktövertagande 1933.

## Filmografi, urval
- 1924 – Max har flax
- 1927 – Hans största bluff
- 1927 – Det dansande Wien
- 1928 – Falska miljoner
- 1928 – Oerfarna flickor
- 1929 – Tsarens adjutant
- 1931 – Mary
- 1931 – 1914
- 1932 – Brustna drömmar
- 1932 – Hoppla, här kommer jag!